# Periconia lichenoides
Periconia lichenoides är en svampart som beskrevs av Tode 1801. Periconia lichenoides ingår i släktet Periconia, ordningen Pleosporales, klassen Dothideomycetes, divisionen sporsäcksvampar och riket svampar.   Inga underarter finns listade i Catalogue of Life.